# Gegants de les Cabanyes
Els Gegants de les Cabanyes són una parella de gegants de les Cabanyes (Alt Penedès). De nom Victòria i Valentí, van ser construïts el 1989 per Manel Casserras Boix, del Taller Casserras de Solsona. Pertanyen a l'Agrupació de Balls Populars de Les Cabanyes.